# Halley Flamarion
Halley Flamarion de São Luiz Horta (Belo Horizonte, 4 de janeiro de 1941) é um pianista, compositor, arranjador e maestro brasileiro. Com mais de sete décadas de atividade, destaca-se por sua trajetória na música popular brasileira, participações em musicais e gravações com diversos nomes da música nacional.

## Biografia

### Início da carreira
Filho de ferroviário e de uma violinista da Orquestra Sinfônica Mineira, Halley iniciou seus estudos musicais aos sete anos de idade. Aos oito, já se apresentava como pianista em programas de auditório da Rádio Inconfidência, em Belo Horizonte, onde conquistou prêmios e reconhecimento precoce. Integrou o grupo infantil "Bando dos Cariúnas" e foi pianista da orquestra infantil do professor húngaro Arpad Steban Crassium, apresentando-se em eventos oficiais durante o governo de Juscelino Kubitschek em Minas Gerais.

### Carreira no Rio de Janeiro e São Paulo
Na década de 1960, mudou-se para o Rio de Janeiro, onde atuou como copista musical na TV Tupi e teve contato com maestros como Érlon Chaves e Guerra-Peixe. Trabalhou como músico e arranjador para artistas como Nelson Gonçalves, Doris Monteiro, Eliana Pittman e Leci Brandão. Foi maestro adjunto do espetáculo "Brazilian Follies" e diretor musical dos musicais "Pobre Menina Rica" (1971) e "Hair" (1973). Acompanhou turnês internacionais com Jair Rodrigues e Eliana Pittman por países da América Latina.
Radicado em São Paulo, apresentou-se por décadas em casas como Santo Colomba e San Francisco Bay Bar, sendo reconhecido pelo estilo elegante e interação com o público. Realizou concerto ao vivo para a rádio Cultura FM em 1991 no programa Piano Maior.

### Clube Atlético Monte Líbano
Foi pianista do Clube Atlético Monte Líbano entre 1982 e 2020, onde compôs o hino oficial do clube, com letra de Laércio de Freitas , apresentado em 1983 sob a regência de Jamil Maluf. Também dirigiu peças teatrais e eventos musicais realizados no clube.

## Reconhecimentos
Em 2024, Halley Flamarion foi nomeado membro da Academia de Letras e Música do Brasil (ALMUB), ocupando a cadeira nº 79, cujo patrono é Carlos Lyra.

## Vida pessoal
É primo do guitarrista Toninho Horta e irmão da cantora e violonista Júnia Horta. Foi casado duas vezes e tem cinco filhos, cinco netos e quatro bisnetas.

## Discografia

### Álbuns
- Encontro com Halley (1967)
- Piano & Cordas (1985)
- Ultra Brasileiro (1996)
- Música Brasileira Do Início do Século Ao Final do Milênio (2000)
- Retrospectiva e Novas Performances (2002)
- Halley Flamarion informalmente... (2007)
- Piano Solo (2012)
- As Cores do Amanhecer (2014)

### Participações em outros álbuns
- A Poesia do Natal (1971) - Collid Filho
- Antonio Carlos E Jocafi (1973) – Antonio Carlos E Jocafi
- Recado de Amor (1975) - Collid Filho
- Não Me Lembre Demais, Nem Me Esqueça (1980) – Júnia Horta
- Espaços (1981) – Júnia Horta
- Um Piano Ao Cair da Tarde volumes IV, V e VI (1983–1985)
- Boca da Noite (1985)
- Pianomania (1989) – Pedrinho Mattar